# Abc-vermoeden
Het abc-vermoeden is een vermoeden (dat wil zeggen een uitspraak waarvan men vermoedt, maar niet heeft bewezen, dat zij waar is) uit de getaltheorie. Het vermoeden werd geformuleerd door Joseph Oesterlé en David Masser in 1985.
In augustus 2012 presenteerde de Japanse wiskundige Shinichi Mochizuki van de Universiteit van Kioto een bewijs van het vermoeden, dat sindsdien door collegawiskundigen wordt gecontroleerd op zijn correctheid. Het bewijs wordt zeer serieus genomen vanwege de goede staat van dienst van Mochizuki.

## Het vermoeden, plus enkele implicaties

### Definities
Het drietal positieve gehele getallen {\displaystyle (a,b,c)} heet een abc-drietal, als {\displaystyle a} en {\displaystyle b} relatief priem zijn en {\displaystyle c=a+b}.
Onder de kwaliteit {\displaystyle q} van een drietal {\displaystyle (a,b,c)} verstaat men:
{\displaystyle q(a,b,c)={\frac {\log c}{\log(\operatorname {rad} (abc))}}}.
Daarin is {\displaystyle \mathrm {rad} (n)} het radicaal van {\displaystyle n}, d.w.z. het product van alle verschillende priemgetallen in de ontbinding van {\displaystyle n}.
Een gevolg is dat {\displaystyle c=\left(\operatorname {rad} (abc)\right)^{q(a,b,c)}}

### Het abc-vermoeden
Het abc-vermoeden is een uitspraak over abc-drietallen {\displaystyle (a,b,c)} die luidt:
Voor elke {\displaystyle \varepsilon >0} zijn er slechts eindig veel getallen {\displaystyle a} en {\displaystyle b} zodanig dat {\displaystyle q(a,b,c)\geq 1+\varepsilon }.

### Toelichting plus implicaties
Er moet gelden dat {\displaystyle \mathrm {ggd} (a,b)=1}, anders kunnen elke {\displaystyle a,b} en {\displaystyle c} uit een drietal met 2 vermenigvuldigd worden, en wordt {\displaystyle c} twee keer zo groot zonder dat het radicaal toeneemt, zodat drietallen ontstaan met willekeurig grote kwaliteit.
Het abc-vermoeden is voorlopig slechts een vermoeden, zolang het gepresenteerde bewijs niet is geverifieerd.
Er bestaat een rijtje van records, waarbij de grootst bekende waarde van {\displaystyle q} bepalend is. Momenteel (mei 2013) is het record
{\displaystyle q=1{,}62991} voor het abc-drietal {\displaystyle (a,b,c)=(2,\ 3^{10}\!\times \!109,\ 23^{5})=(2,\ 6436341,\ 6436343)}.
Dat het abc-vermoeden een sterke uitspraak is, kan bijvoorbeeld worden gezien doordat het zeer eenvoudig de laatste stelling van Fermat bewijst. Stel dat bewezen zou worden dat er geen getallen {\displaystyle a} en {\displaystyle b} zijn met {\displaystyle q>2}. Dan zou dat voor getallen {\displaystyle a,b} en {\displaystyle c} met
{\displaystyle a^{n}+b^{n}=c^{n}} en {\displaystyle \mathrm {ggd} (a,b)=1}
betekenen dat het drietal {\displaystyle (a^{n},b^{n},c^{n})} een abc-drietal is, en dus dat
{\displaystyle c^{n}<(\operatorname {rad} (a^{n}b^{n}c^{n}))^{2}=(\operatorname {rad} (abc))^{2}\leq (abc)^{2}<c^{6}}
Het zou dus betekenen dat oplossingen van Fermat alleen mogelijk zijn voor {\displaystyle n<6}. Voor {\displaystyle n<6} is de laatste stelling van Fermat echter al sinds 1825 bewezen, dus volgt hieruit dat de laatste stelling van Fermat waar is.

## Open problemen
Er zijn nog veel onopgeloste problemen omtrent het abc-vermoeden. Hieronder is een selectie:
- Is er een bovengrens {\displaystyle H}, zodat {\displaystyle q(a,b,c)<H} voor alle abc-drietallen? Dit wordt ook wel de zwakke versie van het abc-vermoeden genoemd.
- Het is bekend dat er voor iedere {\displaystyle n} een {\displaystyle c} te vinden is zodanig dat deze {\displaystyle c} in {\displaystyle n} abc-drietallen voorkomt. Maar het is nog niet bekend wat de kleinste {\displaystyle c} is die in {\displaystyle n} drietallen voorkomt.
- Wat zijn de waarden die {\displaystyle b{-}a} aan kan nemen. Kan het verschil iedere willekeurige waarde aannemen? En zijn er waarden die vaak of minder vaak voorkomen?
- Bij een abc-drietal {\displaystyle a,b,c} (dus met {\displaystyle q>1}) is altijd een van de getallen deelbaar door 2, omdat twee oneven getallen opgeteld altijd even zijn. Maar is er voor elke {\displaystyle n} een drietal met {\displaystyle q>1}, waarbij {\displaystyle a,b} en {\displaystyle c} niet deelbaar zijn door {\displaystyle 3,4,5,\ldots ,n}?
- Zijn er oneindig veel abc-tweelingen, dit wil zeggen twee drietallen met gelijke {\displaystyle c} en gelijke kwaliteit?

## Aantal abc-drietallen met dezelfde b
Voor iedere {\displaystyle n} is er een {\displaystyle b} die in {\displaystyle n} abc-drietallen te vinden is, dus met {\displaystyle q>1}, waarbij de drietallen tevens voldoen aan {\displaystyle a<b}.
Neem namelijk {\displaystyle b=3^{42m+27}} met {\displaystyle m} zodanig dat {\displaystyle b>2^{21n+18}} en neem voor de getallen {\displaystyle a} de volgende rij van {\displaystyle n} getallen: {\displaystyle 2^{21k+18},k=0,\ldots ,n-1}.
Dan geldt voor elk van de {\displaystyle n} tweetallen {\displaystyle (a,b)}:
{\displaystyle \operatorname {rad} (a,b)=6}
De getallen {\displaystyle c} zijn
{\displaystyle 2^{21k+18}+3^{42n+27},k=0,\ldots ,n-1}
En er geldt
{\displaystyle c=2^{21k+18}+3^{42n+27}=(2^{21})^{k}\cdot 2^{18}+(3^{42})^{n}\cdot 3^{27}=1^{k}\cdot 43+1^{j}\cdot 6=0{\pmod {49}}}
Het radicaal {\displaystyle \operatorname {rad} (a,b,c)} is dus maximaal {\displaystyle {\tfrac {6}{7}}c} voor deze {\displaystyle n} drietallen, waardoor {\displaystyle q(a,b,c)>1}.

## Andere definitie van kwaliteit
Naast de standaarddefinitie van kwaliteit is het ook mogelijk om te kijken naar het product van {\displaystyle a,b} en {\displaystyle c}, in plaats van alleen naar c.
Nu wordt namelijk gedefinieerd:
{\displaystyle \rho (a,b,c)={\frac {\log abc}{\log(\operatorname {rad} (abc))}}}
Getallen {\displaystyle a,b} en {\displaystyle c=a+b} met een hoge waarde voor {\displaystyle \rho } worden Szpiro-drietallen genoemd.
De grootste gevonden kwaliteit {\displaystyle \rho } van een Szpiro-drietal is 4,41901, voor
{\displaystyle 13\times 19^{6}+2^{30}\times 5=3^{13}\times 11^{2}\times 31}

## Voetnoten
1. ↑  Shinichi Mochizuki (2012) "Inter-universal Teichmüller Theory IV: Log-volume computations and set-theoretic foundations" Link
2. ↑  Een bewijs voor het abc-vermoeden?, Kennislink. Gearchiveerd op 4 augustus 2016.
3. ↑  https://web.archive.org/web/20070628000735/http://www.rekenmeemetabc.nl/?item=sub_17
4. ↑  https://web.archive.org/web/20140727081744/http://www.rekenmeemetabc.nl/files/Weezepoel.txt
5. ↑  https://web.archive.org/web/20000819203144/http://www.math.unicaen.fr/~nitaj/abc.html#Ten%20%3Ci%3Eabc%3C/i%3E-Szpiro